# Lüffingen
Lüffingen ist ein Ortsteil der Ortschaft Hemstedt der Hansestadt Gardelegen im Altmarkkreis Salzwedel in Sachsen-Anhalt, Deutschland.

## Geografie
Lüffingen, ein Angerdorf mit Kirche, liegt rund fünf Kilometer nördlich von Gardelegen in der Altmark an der Kreisstraße 1099. Im Süden fließt der Hemstedter Graben in die Milde, die westlich des Dorfes nach Norden fließt.
Nachbarorte sind Berge im Südwesten, Schenkenhorst im Norden, Hemstedt im Osten und Gardelegen im Süden.

## Geschichte

### Mittelalter bis Neuzeit
Die erste urkundliche Erwähnung stammt aus dem Jahre 1284 als villam Luͤffinge. Weitere Nennungen sind 1541 Lüffing und bereits 1687 Lüffingen. Das Dorf gehörte bis 1284 den von Rundstedt und 1284 bis 1544 dem Kloster Neuendorf. Außerdem hatten vor 1473 die von Alvensleben Rechte über das Gewässer der Milde nebst der Fischerei von der Mühle zu Lüffingen bis zur Biese. 1598 wurden Pächte und Dienste an den Kurfürsten verkauft.

### Landwirtschaft
Bei der Bodenreform wurden 1945 wurden erfasst: Eine Besitzung über 100 Hektar mit 133 Hektar, 40 Besitzungen unter 100 Hektar mit zusammen 566 Hektar, eine Kirchenbesitzungen mit zusammen 35 Hektar. Aus den 14 Hektar Bodenreformland erwarben ein landloser Bauer und Kleinpächter 7 Hektar und ein Umsiedler 7 Hektar.
1960 bewirtschaftete die Landwirtschaftliche Produktionsgenossenschaft vom Typ III, die LPG „Heimattreu“ 236 Hektar, die LPG Typ I „Mildetal“ 159 Hektar, sonstige VEB hatten 4 Land.

### Herkunft des Ortsnamens
Franz Mertens führt den Ortsnamen 1284 Luffinge auf einen deutschen Personennamen wie „liub, liuf“ oder „liuffo“ für „lieb“ zurück.

### Wüstung bei Lüffingen
Wilhelm Zahn berichtete 1909 über eine Wüstung, die 1,25 Kilometer nordöstlich des Dorfes auf dem mit Kiefern bestandenen Fuchsberg liegt. Von dem Ort gehen strahlenförmig viele alte Wege aus. Die östlich vom Fuchsberg liegende Flur führt die Bezeichnung „über der Kirche“, daran schließt sich nach Osten das „Osterfeld“. Da sich die alte Feldmark fest geschlossen und fast quadratisch in die Gemarkung des Dorfes Hemstedt einspringt, hat hier wohl eine alte Ortschaft gelegen, die aber frühzeitig verödet sein muss und deren Name verschollen ist.

### Eingemeindungen
Ursprünglich gehörte das Dorf zum Tangermündeschen Kreis der Mark Brandenburg in der Altmark. Zwischen 1807 und 1813 lag es im Landkanton Gardelegen auf dem Territorium des napoleonischen Königreichs Westphalen. Ab 1816 gehörte die Gemeinde zum Kreis Gardelegen, dem späteren Landkreis Gardelegen. Ab dem 25. Juli 1952 gehörte sie zum Kreis Gardelegen und schließlich ab dem 1. Juli 1994 zum heutigen Altmarkkreis Salzwedel.
Am 1. Januar 1974 wurde die Gemeinde Lüffingen in die Gemeinde Hemstedt eingemeindet, die am 1. Juli 1994 in den Altmarkkreis Salzwedel umgegliedert wurde. Mit der Eingemeindung von Hemstedt in Gardelegen am 1. Juli 2009 kam der Ortsteil Lüffingen zur neuen Ortschaft Hemstedt und zur Stadt Gardelegen.

### Einwohnerentwicklung
| Jahr | Einwohner |
| ---- | --------- |
| 1734 | 160       |
| 1772 | 071       |
| 1790 | 153       |
| 1798 | 171       |
| 1801 | 149       |
| 1818 | 189       |

| Jahr | Einwohner |
| ---- | --------- |
| 1840 | 216       |
| 1864 | 219       |
| 1871 | 206       |
| 1885 | 229       |
| 1892 | [0]214    |
| 1895 | 224       |

| Jahr | Einwohner |
| ---- | --------- |
| 1900 | [0]218    |
| 1905 | 211       |
| 1910 | [0]205    |
| 1925 | 216       |
| 1939 | 187       |
| 1946 | 326       |

| Jahr | Einwohner |
| ---- | --------- |
| 1964 | 200       |
| 1971 | 184       |
| 2012 | [0]128    |
| 2017 | 123       |
| 2021 | [0]130    |
| 2022 | [0]128    |

Quelle, wenn nicht angegeben, bis 1971:

## Religion
Die evangelische Kirchengemeinde Lüffingen gehörte früher zur Pfarrei Lüffingen in einer Filialkirche in Hemstedt. Seit 1982 wurden die Kirchengemeinden Lüffingen und Hemstedt von der Kirchengemeinde Lindstedt verwaltet. Seit 2007 gehören sie zum Kirchspiel Lindstedt im Pfarrbereich Lindstedt des Kirchenkreises Salzwedel im Propstsprengel Stendal-Magdeburg der Evangelischen Kirche in Mitteldeutschland. Bis 1998 hatte die Kirchengemeinde zum Kirchenkreis Gardelegen gehört.

## Kultur und Sehenswürdigkeiten
- Die evangelische Dorfkirche in Lüffingen ist ein spätromanischer Feldsteinsaal mit jüngerem eingezogenen quadratischen Westturm, der in der ersten Hälfte des 19. Jahrhunderts erneuert wurde.[1]
- Der Friedhof des Dorfes befindet sich auf dem Kirchhof.

### Vereine
- Reit- und Fahrverein „Mildetal“ Lüffingen e. V.
- Freizeitring Lüffingen e. V. mit Sitz Gardelegen

## Verkehrsanbindung
Aus dem Dorf führt die Kreisstraße K 1098 in Richtung Süden nach Gardelegen. Es verkehren Linienbusse und Rufbusse der Personenverkehrsgesellschaft Altmarkkreis Salzwedel.

## Trivia
Jodocus Temme berichtete 1841 von einem Gerichtsverfahren gegen ein 17-jähriges Mädchen mit einer Persönlichkeitsstörung, die das Haus ihrer Familie in Lüffingen mehrfach angezündet hatte.